# Gracilicera pallipes
Gracilicera pallipes là một loài ruồi trong họ Tachinidae.